# Население Египта

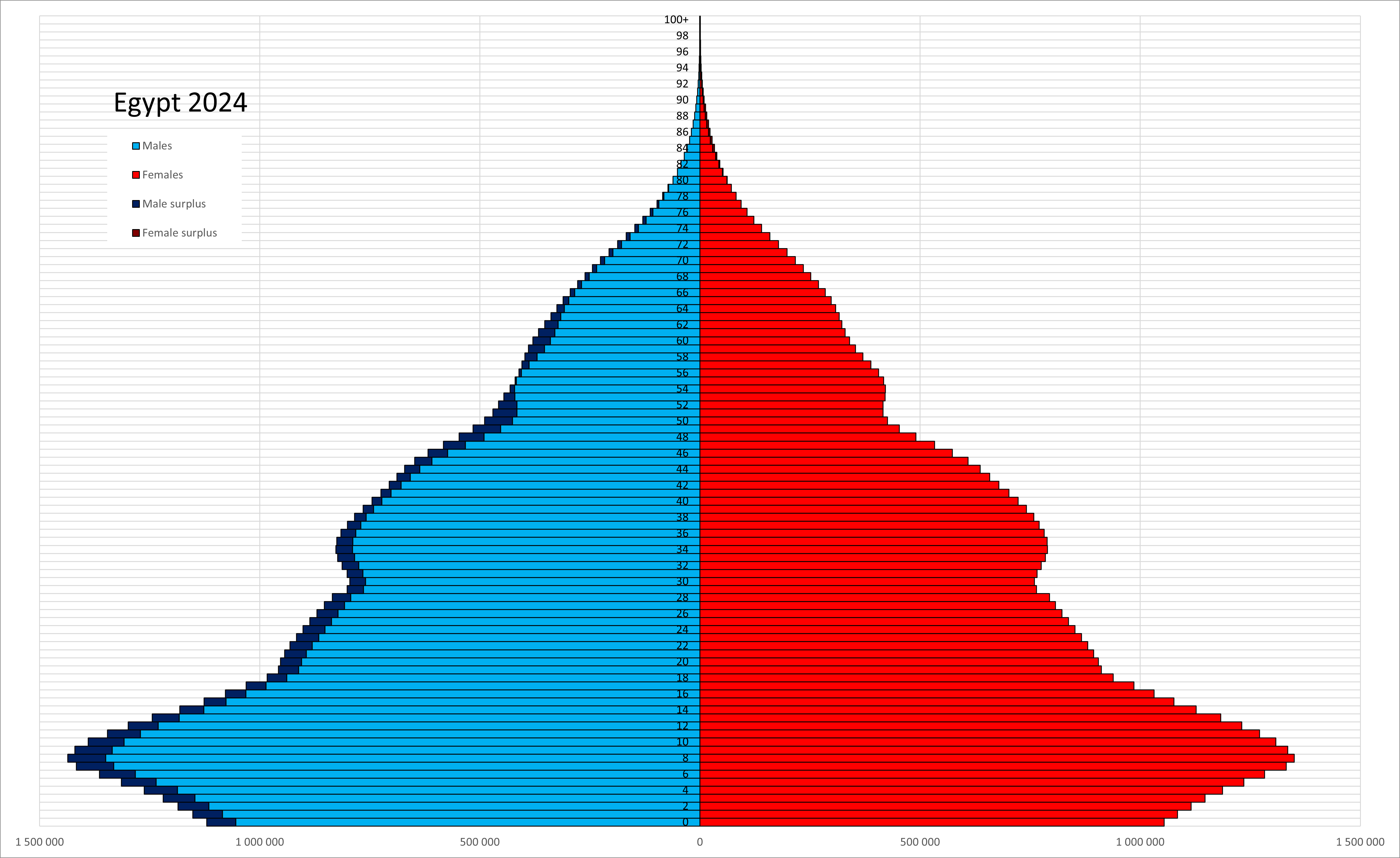
Возрастно-половая пирамида населения Египта на 2024 год

Население Арабской Республики Египет в 2021 году составило 102 334 403 человек. Население говорит на арабском языке. Египет — самая населенная страна арабского мира и третья, после Нигерии и Эфиопии, по населению в Африке. Господствующая религия — суннитский ислам, который исповедует 90% населения. Остальные 10% — христиане-копты.
| Год            | Население   |
| 3000 до н. э.  | 1 000 000   |
| 2000 до н. э.  | 2 000 000   |
| 1500 до н. э.  | 4 000 000   |
| 1000 до н. э.  | 3 000 000   |
| 500 до н. э.   | 10 000 000  |
| 300 до н. э.   | 7 000 000   |
| 1              | 4 000 000   |
| 100            | 8 000 000   |
| 500            | 4 000 000   |
| 1000           | 8 000 000   |
| 1300           | 9 500 000   |
| 1500           | 7 300 000   |
| 1800           | 7 800 000   |
| 1882           | 6 712 000   |
| 1900           | 9 800 000   |
| 1917           | 12 718 000  |
| 1927           | 14 178 000  |
| 1937           | 15 921 000  |
| 1947           | 18 987 000  |
| 1960           | 26 085 000  |
| 1965           | 32 084 000  |
| 1976           | 36 626 000  |
| 1985           | 50 347 000  |
| 1986           | 48 254 000  |
| 1996           | 59 312 000  |
| 1997           | 60 053 000  |
| 2000           | 66 260 000  |
| 2006           | 72 798 000  |
| 2010           | 80 443 000  |
| 2015           | 90 624 000  |
| 2017           | 93 287 000  |
| 2020           | 100 604 000 |
| 2021           | 102 674 145 |
| 2050 (прогноз) | 165 000 000 |
| 2100 (прогноз) | 230 000 000 |

Средняя плотность населения составляет 102 человека на квадратный километр, но распределено оно крайне неравномерно. 98 процентов населения проживают в узкой долине реки Нил, где плотность населения составляет 2000 человек на квадратный километр. Остальная часть территории — пустыня, где плотность — менее 1 человека на квадратный километр. 
Растёт численность городского населения. К настоящему времени в Египте 3 города с населением более 1 миллиона человек — Каир, Александрия и Эль-Гиза, но, по-прежнему, значительная часть населения проживает в деревнях. 
Рождаемость (29,1 на 1000 человек) существенно превышает смертность (3,5 на 1000 человек).
К меньшинствам в Египте относятся бербероязычная община оазиса Сива и нубийцы, проживающие вдоль Нила в южной части Египта. 
По данным Международной организации по миграции за 2022 год, в Египте проживает более 9 миллионов мигрантов (что составляет 8,7% от общей численности населения страны), при этом самые большие группы составляют суданцы (4 миллиона), сирийцы (1,5 миллиона), йеменцы (1 миллион) и ливийцы (1 миллион), которые в совокупности составляют 80% всех мигрантов в Египте. 